# 50th Street (Broadway – Seventh Avenue Line)
50th Street är en tunnelbanestation i New Yorks tunnelbana, som ligger centralt vid teaterdistriktet på 50th Street, Broadway i Midtown Manhattan. Stationen invigdes 1904 för Broadway – Seventh Avenue Line. En av entréerna finns vid Paramount Plaza.

## Bildgalleri

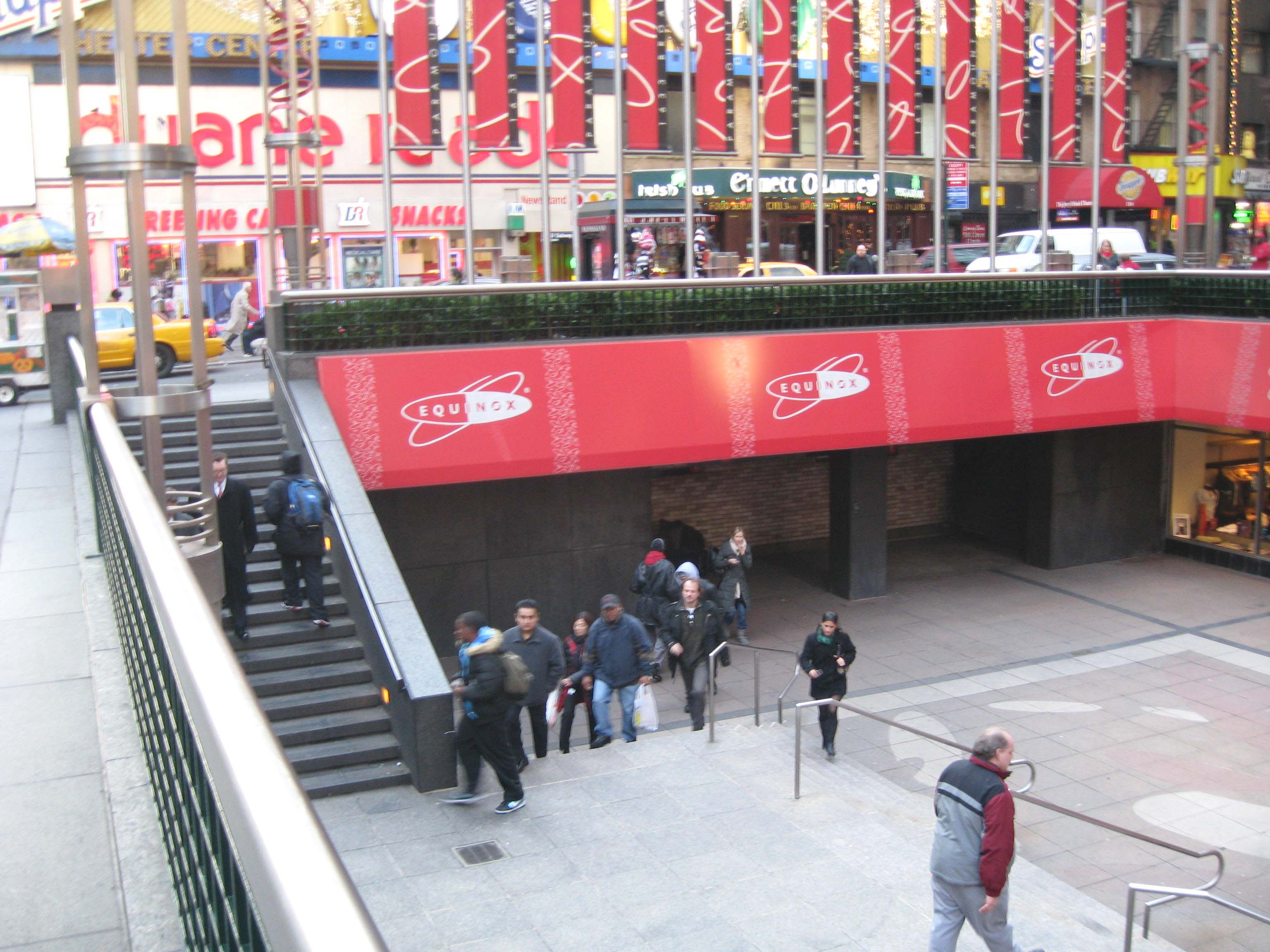
Entrén från Paramount Plaza
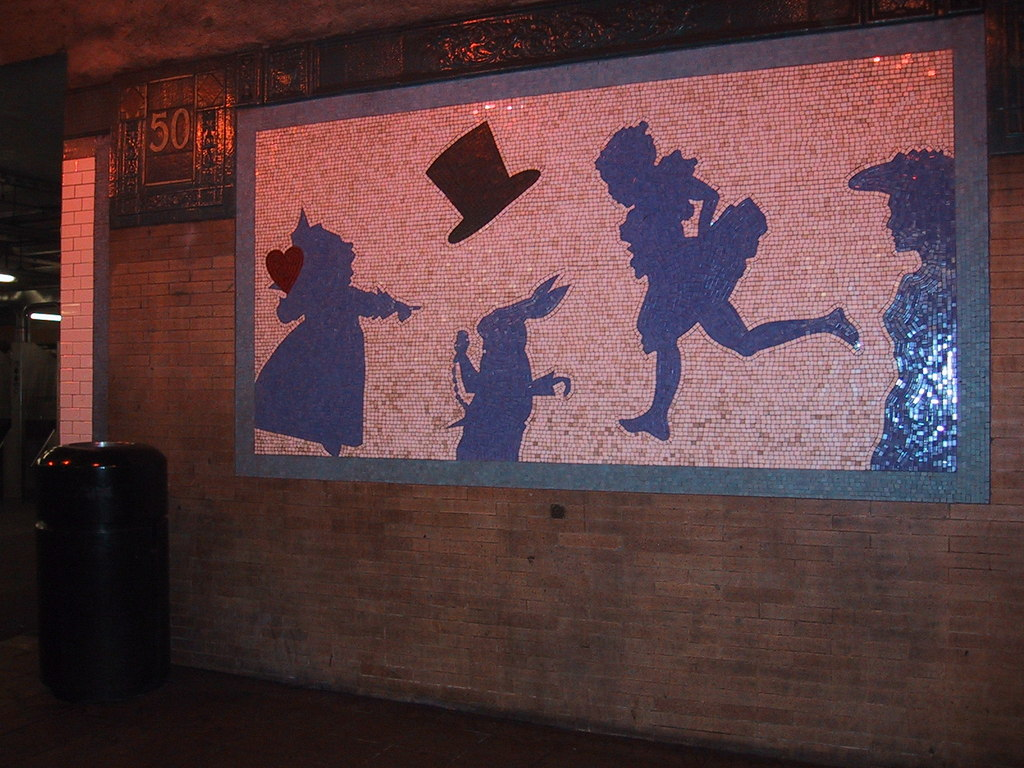
Konstverket "Alice"
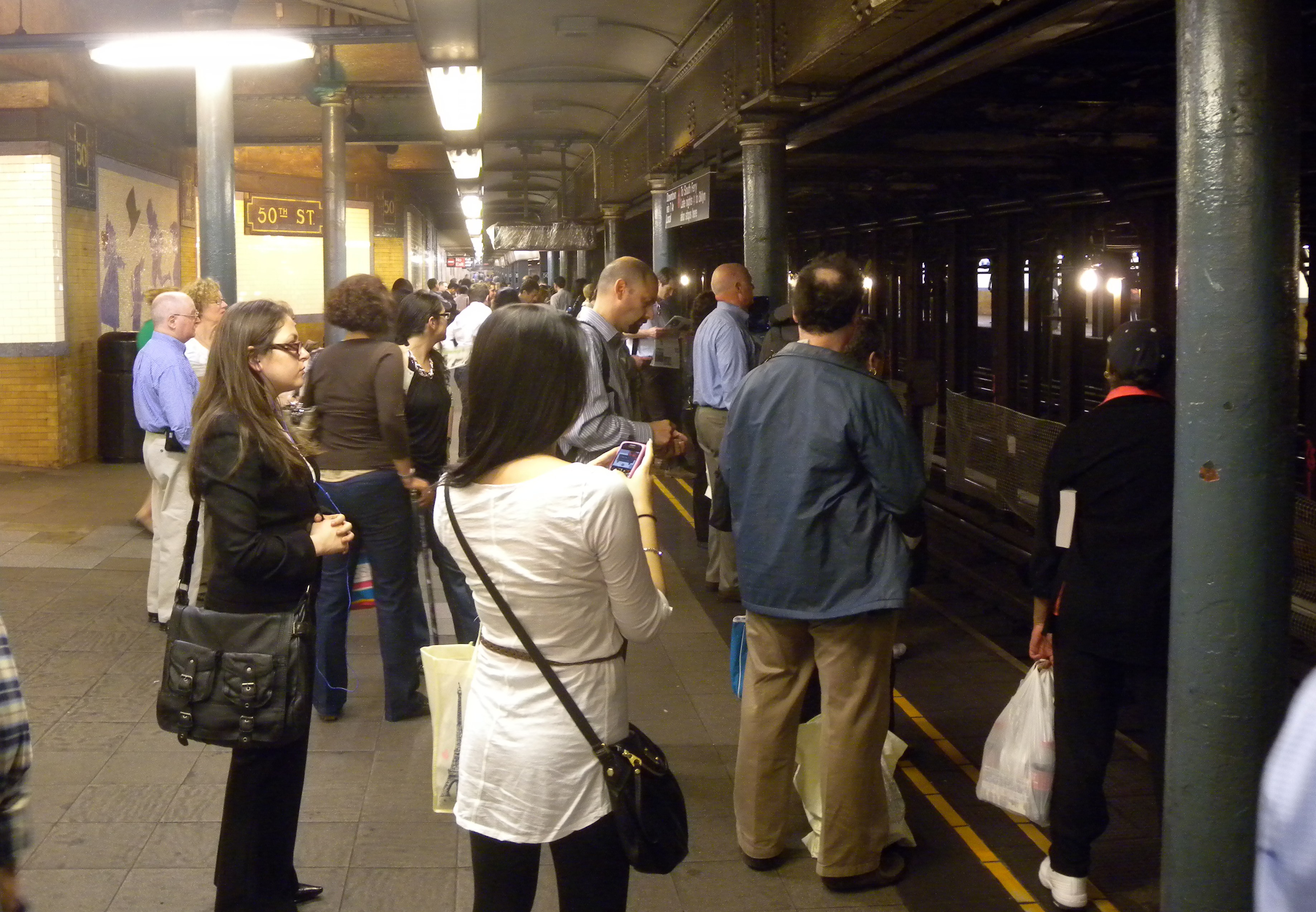
50th Street perrong
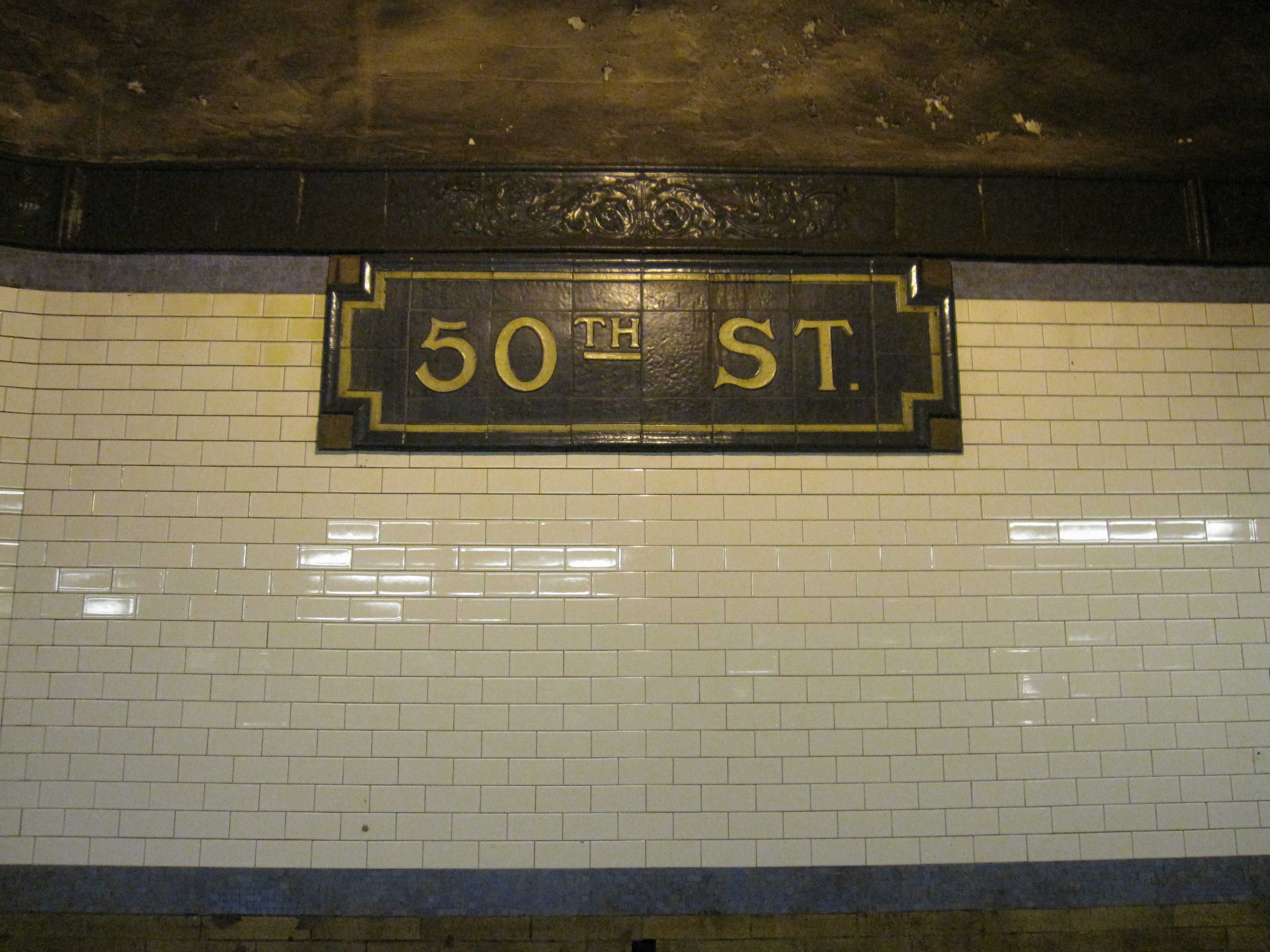
50th Street skylt